# Fizetési meghagyásos eljárás
A fizetési meghagyásos eljárás Magyarországon a polgári per helyett alkalmazott közjegyzői nemperes eljárás (korábban bírósági nemperes eljárás), amelynek a célja a természetes személyek és jogképes szervezetek nem vitatott pénzköveteléseinek gyors és hatékony érvényesítése. Akkor van lehetőség a fizetési meghagyás kiadására, ha mindkét a fél, azaz mind a jogosult, mind pedig a kötelezett rendelkezik magyarországi kézbesítési címmel, ez a közjegyzői nemperes eljárás szinte bármilyen pénzköveteléssel kapcsolatban igénybe vehető. A 2020-as évek elején évente átlagosan mintegy félmillió eljárás indul - ez a szám körülbelül a polgári peres eljárások kétszerese. 
A jogintézményt mintegy száz évvel ezelőtt vezették be. Legfőbb célja a bevezetésekor az volt, hogy az előreláthatólag nem vitatott igények peren kívül nyerjenek gyors elintézést, ami nemcsak a bíróságot tehermentesíti, de a felek számára is kedvező mind az időtartama, mind költségvonzata szempontjából. 

## Korábban: bírósági nemperes eljárásként
Fizetési meghagyással pénz fizetésére vagy ingó dolog kiadására irányuló követelés érvényesíthető. Kizárólag fizetési meghagyás útján érvényesíthető – per tehát nem indítható – a törvényben meghatározott összeget meg nem haladó pénzkövetelés tárgyában. Ugyanakkor pénzkövetelések esetében csak meghatározott összeg erejéig lehet szó fizetési meghagyásról. A fizetési meghagyás a kérelmező által közölt adatok alapján kibocsátott bírósági végzés, amely a követelés teljesítésére szólít fel. Ellene a kötelezett fél jogorvoslati kérelmet (ellentmondást) nyújthat be. Ellentmondás esetén az eljárás polgári perré alakul át. Ha a kötelezett nem terjeszt elő ellentmondást,  a fizetési meghagyás jogerőre emelkedik és ugyanúgy megtámadhatatlan, végleges és végrehajtható bírósági határozatnak minősül, mint a jogerős ítélet.

## Közjegyzői eljárásként
A fizetési meghagyásos eljárásról szóló 2009. évi L. törvény az eljárást a közjegyzők hatáskörébe utalta.
Az eljárás lényege az, hogy a jogosult beadja a kérelmét az azt elbíráló szervhez. Magyarországon a közjegyzőhöz.  Az elbíráló szerv,  - ha a kérelem formailag nem hibás - rövid határidőn belül kibocsátja a fizetési meghagyást, amelyben felhívja a kötelezettet arra, hogy a kért összeget fizesse meg a jogosultnak.
A kötelezett ezután - a törvényes határidőkön belül - vagy megfizeti a kért összeget, vagy ellentmondással él.
1. Ha a kötelezett nem vitatja a követelést, akkor végrehajtható okirat keletkezik (jogerős fizetési meghagyás).
2. Ha a kötelezett vitatja a követelést, akkor ellentmondással él és az eljárás bíróság előtti perré alakul. A fizetési meghagyásos eljárás az Európai Unió minden tagállamában ismert nemperes eljárás.